# Pica-pau-de-peito-cinzento
Pica-pau-de-peito-cinzento ou pica-pau-cinzento-ocidental (Dendropicos goertae)' é uma espécie de ave piciforme da família Picidae.

## Distribuição e habitat
Este pica-pau distribui-se pelas regiões tropicais na África ocidental e central.